# وست کاپل
وست کاپل (به هلندی: Westkapelle) یک منطقهٔ مسکونی در هلند است که در فیره (هلند) واقع شده‌است. وست کاپل ۲٬۵۹۴ نفر جمعیت دارد.